# Mount Clemens
Mount Clemens è un comune degli Stati Uniti d'America, situato nello Stato del Michigan, nella Contea di Macomb, della quale è il capoluogo.